# 대한민국의 실업
2021년 1월 현재 통계청의 고용동향 결과에 따르면 청년층 고용률은 41.1%로 전년동월대비 1.6%p 하락했다.  그러나 지난 10년 동안 실업률은 꾸준히 상승하여 OECD 평균 인 1.6% 하락에 비해 같은 기간 동안 하락했다. 직장과 가정에서 한국의 여성과 남성의 역할에 대한 성별 임금 격차와 역사적 같은 문화적 문제, 계약직, 비정규직 및 자영업에 대한 문제로 실업률은 상승하고 있는 것으로 보인다.  한국의 고등 교육에 대한 강조는 많은 청년들이 즉시 취업하는 대신 고등 교육 및 추가 자격을 이수하기로 선택함으로써 실업률을 더욱 높이고 있다. 국제 노동기구가 정한 측정 기준과 통계청이 정한 대한민국의 공식 실업률 측정값 사이에 다른 국가와 비교할 때 실업률이 부풀려지는 몇 가지 요인이 있다. 대한민국의 공식적인 실업률 측정치는 국제 노동기구가 정한 국제 기준과 약간 다르며, 이는 실업률을 왜곡시킬 수 있다.

## 실업의 정의 및 측정방법
2018년 대한민국 실업률은 글로벌 금융 위기 이후 최고치를 기록하며 4.4 %를 기록했다. 대한민국의 2021년 1월 계절조정 실업률의 전월 대비 상승폭이 OECD 회원구 27개국 중 가장 큰 것으로 확인되었다. 계절조정 실업률이란 계절적 요인을 제거하고 순수하게 경기적 요인만으로 작성된 실업률을 뜻한다.
한국의 실업률은 통계청에 의해 측정된다. 고용통계 작성과 관련된 국제 기준은 국제노동기구(ILO)에서 정한다. 대한민국에서 데이터 수집에 사용되는 공식적으로 '실업자'의 정의는 아래와 같다.
1. 15세 이상 인구 가운데
2. 조사 기간에 일이 주어지면 즉시 취업이 가능하고
3. 지난 4주간 적극적으로 구직 활동을 했지만
4. 돈을 버는 일을 하지 못한 사람들을 말한다.[6]

구체적인 구직활동 없이 취업을 위한 공부만을 하고 있는 경우는 실업자의 기준을 충족하지 않기 때문에 비경제활동인구로 분류된다. 실업률의 공식은 아래와 같다. 실업률 = (실업자/경제활 인구) x 100

## 역사와 발전
1960년대 경제가 급속히 발전한 이후 한국의 실업률은 지속적으로 낮았다 1980년대 후반 민주화 과정을 거쳐 한국은 노동 참여 인구가 급격히 증가하며 실업률이 낮아졌다. 1980년대부터 1998년 아시아 금융 위기까지 한국의 실업률은 평균 약 2.3 %였다. 1999년 2월, 아시아 금융 위기로 실업률이 8.7%까지 치솟아 총 2,490,000명이 실직한 기록이 있다. 이에 비해 2008년 글로벌 금융 위기에는 실업률이 3.16%에서 4.64 %로 상승하면서 한국에 미치는 영향은 미미했다. 2011년부터 2016년까지 한국의 실업률은 평균 3.4 %로 비교적 안정적이었다.  그러나 지난 5년 동안 한국의 실업률은 꾸준히 증가해 왔으며 2021년 기준 4.8 %로 아시아 금융 위기 이후 가장 높은 실업률을 기록하고 있다.

## 대한민국 실업률
2019년 4월 대한민국 실업률은 4.8 %로 1,197,000 명으로 집계되었다.
2021년 코로나 바이러스 여파로 경제협력개발기구 회원국의 실업률은 2021년 평균 6.8%였으나 한국의 실업률은 이보다는 낮았다. 그러나 1999년 이후 최고치를 기록했다. 게다가 한국의 실업률은 다른 OECD 회원국들에 비해 악화되는 추세를 보인다.

## 원인

### 경제적 쇠퇴
1953년 대한민국은 노동자의 권리를 보호하기 위해 노동 기준법을 통과 시켰다. 그럼에도 불구하고 최저 임금은 1986년까지 규제되지 않았다. 이후 최저 임금은 2001년 16.8%, 2018년에는 16.4% 인상 된 시간당 7530 원이었다. 가장 최근에는 2021년 1월 시간당 8,720원으로 인상됐다. 이로 인해 여러 부문에서 저임금 일자리가 감소했다. 제조업 일자리는 1년 동안 170,000 개 감소했다. 건설 부문은 19,000개의 일자리를 잃었고 소매 부문은 67,000개의 일자리를 삭감했다. 인건비 상승으로 인해 전통적으로 저임금 일자리를 감축하기 위해 최저 임금 인상을 사용하는 많은 기업들의 실업률이 상승했다. 이후 전국의 많은 중소기업을 대표하는 단체들은 수익을 내기 위해 직원을 해고해야 하므로 최저 임금 인상을 받아들이지 않겠다는 성명을 발표하기도 했다.

### 아웃 소싱
아웃소싱은 외부 공급 업체로부터 계약을 통해 인력을 공급받는 것이다. 2015년 22 %로 대한민국의 임시 외주 계약 근로자 비율은 OECD 평균의 두 배였다. 이러한 시스템 하에 근로자는 정규직 근로자가 유사한 업무를 통해 벌어들이는 수입의 54 %를 벌고 있다. 이는 현재 노동 보호 메커니즘이 새로운 유형의 근로자를 보호하는 데 도움이 되지 않는다는 우려의 목소리를 내고 있다. 아웃소싱은 업무가 완료되면 계약이 종료되기 때문에 실업률이 증가하는 큰 원인 중 하나이다.
아웃소싱에는 해외로 사업을 옮기는 것도 포함된다. 한국의 최저임금이 지속적으로 인상되면서 기업들은 비용 절감을 위해 공장을 해외의 저임금 국가로 이전하게 되었다.  한국의 기술 기업인 삼성전자는 "기술 공동화"(기술 공동화)와 "기술 단절 (기술 단절)"로 어려움을 겪었다.  "기술적 공동화"는 가정 / 국내 영역에서 기술 생성 과정의 필수 부분을 사용할 수 없는 상황을 말한다. "기술적 단절"이란 국내 영토에서 특정 기술이나 인력을 사용할 수 있지만 제품의 실행이 종료되는 상황을 말한다. 삼성그룹은 최근 중국으로 아웃소싱한다는 언론 보도를 했고, 해당 국가의 노동자들은 임금을 적게 받는다. 이 아웃소싱의 결과로 삼성 및 기타 대형 생산 회사의 생산 라인에서 노동 일자리가 꾸준히 감소했다.

### 과학 기술의 발전
한국은 국제 로봇 연맹 (IFR)의 로봇 밀도 순위에서 1 위를 차지했다. 직원 10,000명당 로봇 631개로 밝혀졌다. 예를 들어, 롯데백화점은 최근 기술 중심의 카운터 서비스 시스템을 구축하여 영업 직원을 대체했다. 이러한 업무의 자동화로 인해 취업 가능 인력들는 아직 자동화되지 않은 작업공간으로 이동하게 되어 고용 경쟁이 극도로 치열해졌다.
한국 직장의 빠른 기술 발전에도 불구하고 2019년 1월 ICT 부문은 해당 달에만 94,000개의 신규 일자리를 확보한 것으로 보고되었다.
한국의 성 불평등에 관한 수 많은 관행들은 한국 노동 인구에서 여성의 실업률을 증가시켰다. 2010년 한국은 OECD 34 개국 중 성별 격차가 세 번째로 낮았으며, 25~65세 여성의 62.3 %가 취업했다. 경제학자들은 이 큰 격차를 가족 단위의 삶이 중요한 한국 사회에서 계속 강하게 유지되는 전통적인 유교적 신념을 원인으로 삼았다. 이러한 신념은 노동력의 지속적인 성 차별을 조장한다. 출산휴가의 어려움, 임금 협상의 어려움 등과 이미 존재하는 남녀 임금 격차가 결합되어 한국 여성들은 상당히 저취업 상태이다.
대한민국은 세계에서 가장 높은 교육 수준을 유지하고 있다. 경제 협력 개발기구 (OECD)에 따르면 한국의 25~34 세 인구 중 약 70 %가 고등 교육을 이수했다고 한다. 1980년대 초와 2000년대 중반 사이 한국의 고등 교육 이수 비율은 기존의 5배로 증가했다. 그러나 이러한 교육에 대한 맹신은 오히려 많은 청년들의 실업률을 왜곡시킨다. 고등교육을 이수하는 동안 기술적 배움은 결여되었기 때문이다.
한국의 교육 시스템은 경쟁이 치열하기 때문에 일부 학생들은 학원이라는 학교의 공교육 이외에 방과 후 프로그램에서 하루에 16시간 이상 공부해야 한다. 결과적으로 직업을 가진 학생은 드물어지고 실업률은 크게 증가한다.
통계청에서 측정 한 한국 실업률 측정 방법은 다른 OECD 국가에서 사용하는 방법과 차이가 있다. 취업자나 실업자가 아닌 15세 이상의 개인, 주로 간병인으로 활동하는 주부, 학교에 다니는 학생 및 자원 봉사자는 '경제적으로 활동하지 않는'인구에 포함되며 공식 실업률에 기여하지 않는다.
'무급 가족 노동자'를 고려하면 큰 차이가 발생한다. 국제 노동기구 기준에 따라 주당 1시간 이상 일하는 무급 가족 근로자는 취업자로 분류된다. 그러나 한국 공식 측정에서는 무급 가족 근로자가 주당 18시간 이상 일하는 경우에만 고용된 것으로 간주한다. 이 두 측정치의 17시간 차이에 해당하는 개인은 대한민국의 '경제적으로 활동하지 않는' 인구로 분류되는 것이다. 국제노동기구 (International Labour Organisation)에 따라 무급 가족 근로자가 계산에 포함되면 한국의 실업률은 약 0.1% 감소하고 고용률은 약 0.4% 증가하게 된다.
국제노동기구 기준에 따르면, 회사에서 근무를 기다리고 있는 개인, 즉시 일하지 않는 계절 근로자 또는 비슷한 상황에 처해 있는 개인은 근무하는 특정 회사에 따라 고용된 것으로 간주된다. 그러나 대한민국에서는 이러한 상황에 있는 모든 근로자가 실업자로 간주된다.
대한민국에서는 '구직'의 정의 또한 다르다. 취업 상태를 조사할 때 '취학' 또는 '고등 교육 출석', '전문 자격 취득'을 구직 활동으로 기재한 개인은 국제 노동기구에서 '적극적인 구직'으로 간주된다. 그러나 대한민국은 해당 인구를 '비경제활동인구'로 정의하고 있으며 그 수는 약 60 만명이다.